# Експлозија у Смедеревској тврђави 1941.
Експлозија муниције у Смедеревској тврђави догодила се 5. јуна 1941. из неразјашњених разлога. Експлозија је била толико јака да је направила кратер дугачак 50 метара и дубок 9 метара и притом порушила скоро цео град. Стакла на прозорима су пуцала и у насељима на ободу Смедерева, а подрхтавање земље, налик на земљотрес, се осетио у Великој Плани, Белој Цркви, Вршцу и Београду. Несрећа је била још већа, јер је то био пијачни дан, тако да је било још више људи него обично, а и тог дана су се делила сведочанства ђацима у школама. Према немачким документима тог дана у Смедереву је било између 13.000 и 14.000 хиљада људи. Погинуло је од више стотина до 2.500 особа. Уништено је 450 и тешко оштећено 900 зграда од 2.500 колико је било у граду.
После окупације у Априлском рату, Немци су одредили Смедерево као место на ком ће се складиштити заробљена опрема, оружје, муниција и бензин ЈВ, одакле ће се она пребацивати у Немачку, која се тајно спремала за напад на СССР. Смедерево је било повезано железницом и налази се на Дунаву. Утовар заплењеног материјала вршили су заробљени припадници ЈВ.
Немци су још током Првог светског рата користили тврђаву као складиште, да би након завршетка рата ту праксу наставила и српска војска. С обзиром да је то било само провизорно решење и да није било икаквих услова за складиштење ратног материјала на отвореном пре велике експлозије периодично су се дешавале мање експлозије у годинама пре тога.
Тај дан у Смедереву је био пијачни дан и у град су долазили становници околних насеља да тргују. Експлозија се догодила око 14:10, баш у тренутку када је поред тврђаве пролази воз за Велику Плану, који је превозио раднике кући. По изјавама сведока, прво су се чули пуцњи (што би могли значити да се прво запалила муниција), да би око два минута касније дошло до велике експлозије.
Међу жртвама били су син, снаја и унука Милана Недића. Комесарска управа поставила је за ванредног комесара за обнову Смедерева Димитрија Љотића, адвоката из Смедерева и председника ЈНП Збор. Он је у Смедерево довео 120 младих припадника свога покрета и са њима организовао службу за обнову града. Поред цивила, немачких војника и жандарма који су били ангажовани на санацији штете, Немци су у Смедерево послали и већу групу београдских Јевреја. Неки спекулишу да је експлозију изазвао опушак цигарете немачког војника, енглески авион који је надлетао Смедерево или можда локални патриота. Такође се мисли да је за њу одговоран совјетски агент Мустафа Голубић, који је ухапшен два дана касније, али је ово мало вероватно, јер је у то време СССР био у добрим односима са Немачком. Званични документ немачке Врховне команде наводи да се на основу детаљних истрага и испитивања може закључити да није било назнака да је до експлозије дошло због саботаже. Као могућ узрок експлозије наводи се самозапаљење сунчевим зрацима.
ЈЕДНОГА ДАНА ЛЕТЕЋЕ ПО ЗРАКУ: ГЛАВЕ, РУКЕ, НОГЕ И УТРОБЕ НАШИХ ЖЕНА И НАШЕ ДЕЦЕ, А ИЗ ЗИДИНА СТАРОДРЕВНОГ СМЕДЕРЕВСКОГ ГРАДА ПОЈАВИЋЕ СЕ ПРОКЛЕТСТВО ПРОКЛЕТЕ ЈЕРИНЕ, А ТО ЋЕ ПРОКЛЕТСТВО ПАСТИ НА ВАШУ И МОЈУ ГЛАВУ И НАЈВЕЋЕ И НАЈОШТРИЈЕ КАЗНЕ НЕЋЕ БИТИ ДОВОЉНЕ ЗА НАС, ЗА ОВУ ЗЛОЧИНАЧКУ ИНДОЛЕНЦИЈУ КОЈУ СМО МИ ПОКАЗАЛИ ПРЕМА ПОВЕРЕНОМ НАРОДУ.— из писма Живојина Ружића, великог жупана Подунавске области министру војном Краљевине СХС упућеног 1923. године
Већина од 900 тешко оштећених зграда је морала бити срушена, обнова је почела још у време окупације, до јуна 1943. су наводно завршене 122 приватне зграде.
Године 1973. је подигнут споменик жртвама експлозије. Аутор споменика је вајар Селимир Јовановић, који је и сам преживео експлозију.

## Галерија
- Смедерево пре експлозије
- Заробљеници са сандуцима муниције
- Складиште муниције
- Кратер настао приликом експлозије, 50 метара широк и 9 метара дубок
- Тврђава након експлозије
- Воз који је пролазио поред тврђаве у тренутку експлозије
- Поглед на тврђаву после катастрофе
- Центар града након експлозије
- Војници у центру Смедерева након експлозије
- Главна градска улица
- Центар града
- Рушевине кућа након експлозије
- Рушевине у центру града
- Масовна гробница погинулих приликом експлозије